# 에이비에이션 (칵테일)

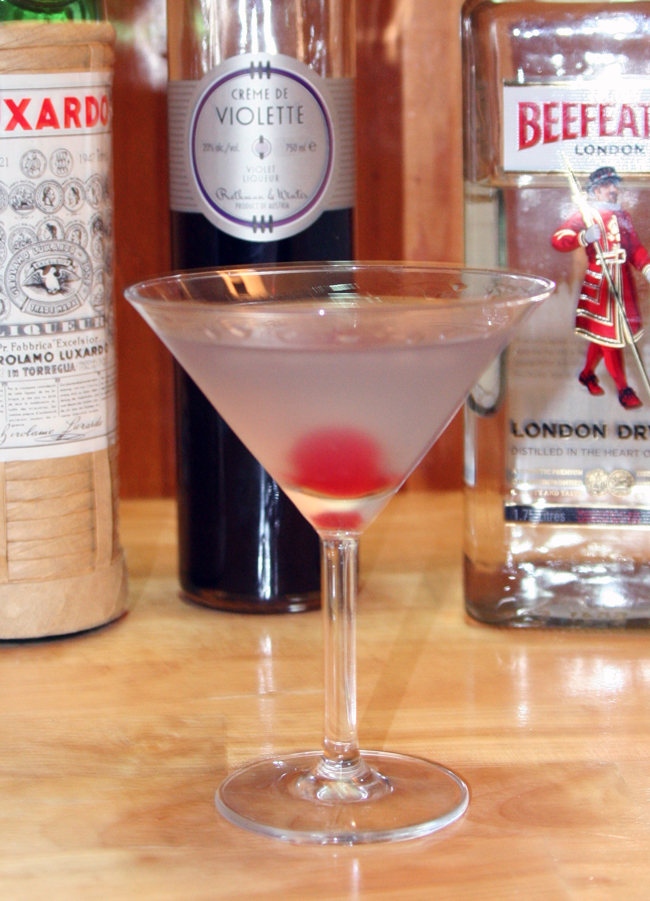

에이비에이션(aviation)은 진, 마라스키노, 리큐어, 크렘 드 바이올렛, 레몬즙으로 만든 클래식 칵테일이다. 일부 레시피는 크렘 드 바이올렛을 제외하기도 한다. 칵테일 유리잔에 스트레이트로 대접된다.
에이비에이션은 21세기 초 뉴욕 호텔 월릭의 바텐더 휴고 에슬린이 개발했다.